# 金武御殿
金武御殿（きんうどぅん）は、尚元王の三男・尚久、金武王子朝公を元祖とする琉球王族。
一世：尚久王の四男、尚豊は、尚寧王の後、王位に就いたため、尚久も王の父たるをもって王号を追贈された。二世：五男・尚盛・朝貞は尚豊王、尚質王の摂政を務めた。三世・尚慶・朝秀、四世・尚煕・朝興と六世・尚永恭・朝祐は謝恩使に選ばれて江戸上りを行っている。

## 系譜
- 一世・尚久・金武王子朝公
- （二世）：尚豊王（尚久四男。王位に就く）
- 二世：尚盛・金武王子朝貞（尚久五男。金武御殿の家督を継ぐ）
- 三世：尚慶・北谷王子朝秀
- 四世：尚煕・金武王子朝興
- 五世：向弘徳・金武按司朝貫　次男：向弘業・宇久田親雲上朝遇（宇久田殿内元祖）
- 六世：尚永恭・金武王子朝祐
- 七世：向廷溪・金武按司朝洪
- 八世：向克寛・金武按司朝聖
- 九世：向世隆・金武按司朝恵
- 十世：向維新・金武按司朝易
- 十一世：向國英・金武按司朝英
- 十二世：向元楷・金武按司朝昌　次男：向元模・伊是名親方朝宜（伊是名殿内元祖）三男：向元亮・漢那親雲上朝經（漢那殿内元祖）
- 十三世：向昌期・金武按司朝穏（後に向昌言に改名）
- 十四世：金武朝芳